# Sphodros coylei
Sphodros coylei GERTSCH & PLATNICK, 1980  è un ragno appartenente al genere Sphodros della Famiglia Atypidae.
Il nome deriva dal greco σφοδρός, sphodròs, cioè forte, eccedente, poderoso, ad indicare l'abnorme grandezza dei cheliceri in proporzione alla lunghezza del corpo.
Il nome proprio deriva dall'aracnologo Coyle della Western Carolina University, della Carolina del Nord, che ha raccolto tutti gli esemplari che hanno consentito l'identificazione della specie.

## Caratteristiche
Questa specie può essere distinta dalle altre del genere per la presenza di finte suture su entrambi i metatarsi e i tarsi delle zampe e per la tibia del pedipalpo non rigonfia nei maschi; le femmine hanno per peculiarità il primo paio di sigilla sternali allargato e approssimato e il secondo paio ridotto a bande ristrette.

### Maschi
I maschi di questa specie hanno una lunghezza del corpo, compresi i cheliceri, di 8,5 millimetri; il cefalotorace, di forma ovale, 3 x 2,7 millimetri, è di colore dal marrone scuro al nero; è liscio, leggermente ruvido solo sui margini, glabro, tranne che per finissimi peli sul tubercolo oculare. La pars cephalica è subtriangolare, elevata soprattutto nei pressi dei tubercoli oculari; la pars thoracica è più bassa, con margine posteriore diritto. Lo sterno è di dimensioni 1,8 x 2 millimetri, il labium, invece, è 0,3 x 0,6. I cheliceri sono lunghi il doppio che larghi, lisci alla base e con peli neri e grandi setole all'apice; hanno dodici denti disuguali sul margine anteriore. L'opistosoma è di forma ovale, 3,3 x 2,3 millimetri, è ricoperto di fini peli neri. Le filiere sono sei: le due anteriori laterali sono lunghe 0,35 millimetri, le due mediane posteriori 0,6 e le due posteriori laterali, trisegmentate, sono lunghe in totale 1,35 millimetri.

### Femmine
Le femmine, invece, hanno una lunghezza del corpo, compresi i cheliceri, di 26,65 millimetri; il cefalotorace, di forma ovale, 8,65 x 7,05 millimetri, è di colore bruno chiaro con i margini più scuri; la pars cephalica è elevata, particolarmente intorno ai tubercoli oculari; la pars thoracica ha cinque parti sollevate fra sei profonde scanalature. Lo sterno è di dimensioni 4,7 x 5,1 millimetri, coperto di lunghi peli neri e il labium, invece, è 1,4 x 2,1. I cheliceri sono lunghi il doppio che larghi, con una banda stretta di peli prossimalmente e hanno undici denti larghi sul margine anteriore. L'opistosoma è di forma ovale, 11,75 x 7.9 millimetri, è ricoperto di fine peluria nera e setole più lunghe. Le filiere sono sei: le due anteriori laterali sono lunghe 0,75 millimetri, le due mediane posteriori 1,35 e le due posteriori laterali, trisegmentate, sono lunghe in totale 4,55 millimetri. L'epigino ha i tubicini della spermateca su ogni lato con circa cinque spirali, è ristretto dorsalmente.

## Comportamento
Come tutti i ragni del genere Sphodros, anche questa specie vive in un tubo setoso parallelo al terreno, per una ventina di centimetri circa seppellito e per altri 8 centimetri fuoriuscente. Il ragno resta in agguato sul fondo del tubo: quando una preda passa sulla parte esterna, le vibrazioni della tela setosa allertano il ragno che scatta e la trafigge, per poi rompere la sua stessa tela, portarsi la preda nella parte interna e cibarsene..

## Habitat
Predilige boschi umidi e foreste temperate.

## Distribuzione
Questa specie è nota solo da alcuni esemplari rinvenuti nei dintorni della città di Clemson, nella Contea di Pickens, della Carolina del Sud.